# Alfred Meininghaus
Alfred Meininghaus (* 14. März 1926 in Dortmund; † 7. September 2013 ebenda) war ein deutscher Politiker (SPD). Er war von 1976 bis 1987 Mitglied des Deutschen Bundestages.

## Leben
Nach dem Besuch der Volksschule und der Mittelschule begann Meininghaus eine kaufmännische Lehre, die er nach seiner Einberufung zur Wehrmacht 1943 unterbrechen musste. Er beantragte am 8. Februar 1944 die Aufnahme in die NSDAP und wurde zum 20. April desselben Jahres aufgenommen (Mitgliedsnummer 9.786.979). Er nahm bis 1945 als Soldat am Zweiten Weltkrieg teil und geriet zuletzt in Gefangenschaft, aus der er 1948 entlassen wurde. Im Anschluss daran setzte er seine Berufsausbildung fort, die er 1950 mit Ablegung der Kaufmannsgehilfenprüfung abschloss. Von 1950 bis 1964 arbeitete er als Industriekaufmann bzw. kaufmännischer Angestellter. Meininghaus hatte sich 1948 der IG Metall angeschlossen; er war von 1957 bis 1964 stellvertretender Betriebsratsvorsitzender und von 1959 bis 1964 Vertreter der Arbeitnehmerschaft im Aufsichtsrat. Von 1964 bis 1976 arbeitete er als Gewerkschaftssekretär für die IG Metall in Dortmund. Ab 1970 war er Mitglied, ab 1972 Vorsitzender des Aufsichtsrates der Dortmunder Gemeinnützigen Wohnungsbaugesellschaft. Neben seiner beruflichen und gewerkschaftlichen Tätigkeit fungierte er als Vorsitzender des Arbeiter-Samariter-Bundes Dortmund.
Meininghaus trat 1957 in die SPD ein und wurde 1962 zum Vorsitzenden des Ortsvereins in Wellinghofen gewählt. Er war von 1967 bis 1975 Stadtbezirksvorsitzender und Mitglied des Stadtverbandsvorstandes, ab 1975 Mitglied des Unterbezirksvorstandes und des Weiteren Vorsitzender der Arbeitsgemeinschaft Städtebau- und Wohnungspolitik innerhalb der Dortmunder SPD. Von 1962 bis 1969 war er Mitglied und Vorsitzender des Bürgerausschusses Dortmund-Wellinghofen und von 1969 bis 1976 Ratsmitglied der Stadt Dortmund. Von Mai 1975 bis Dezember 1976 bekleidete er das Amt des Bürgermeisters und Zweiten stellvertretenden Oberbürgermeisters der Stadt.
Bei der Bundestagswahl 1976 wurde Meininghaus im Wahlkreis 116 (Dortmund III) direkt in den Deutschen Bundestag gewählt, dem er bis 1987 angehörte. Nach der Wahlkreisreform gewann er bei den Bundestagswahlen 1980 und 1983 das Direktmandat im Wahlkreis 114 (Dortmund II). Im Bundestag war er von April 1977 bis 1987 Mitglied und von 1983 bis 1987 stellvertretender Vorsitzender des Petitionsausschusses, von 1976 bis Februar 1982 sowie erneut von 1983 bis 1987 Mitglied des Ausschusses für Raumordnung, Bauwesen und Städtebau und von Februar 1982 bis 1983 Mitglied des Haushaltsausschusses.